# 전직 친위대원 조직

전직 친위대원 조직(독일어: Organisation der Ehemaligen SS-Angehörigen; ODESSA 오르가니자치온 데어 에헤말리겐 에스에스 앙게회리겐; 오데에에스에스아; 오데사[*])는 제2차 세계 대전 종전 이후 나치 친위대원들이 중립국으로의 탈출 경로(소위 "쥐구멍 라인")를 마련하기 위해 조직한 나치 네트워크이다. SS 대원들은 ODESSA를 통해 독일과 오스트리아를 탈출, 남아메리카와 중동 등으로 도피하여 전쟁범죄 기소를 회피하려 시도했다.
다만 이 조직이 실존했는 것인지에 대해서는 논란의 여지가 있다. T.H. Tetens와 Joseph Wechsberg는 조직의 존재와 그 작전 상세를 확인했다고 주장한다. 하지만 가이 월터스는 어떠한 증거도 찾을 수 없었다고 주장한다. 2011년 Daniel Stahl에 따르면, 현재 역사학자들의 학계 총의는 ODESSA가 존재하지 않았다는 것이다. 그럼에도 ODESSA는 첩보소설이나 영화 등에서 자주 등장해 그 얼굴을 알리고 있다.

## 같이 보기
- 베어볼프